# Clara Peeters

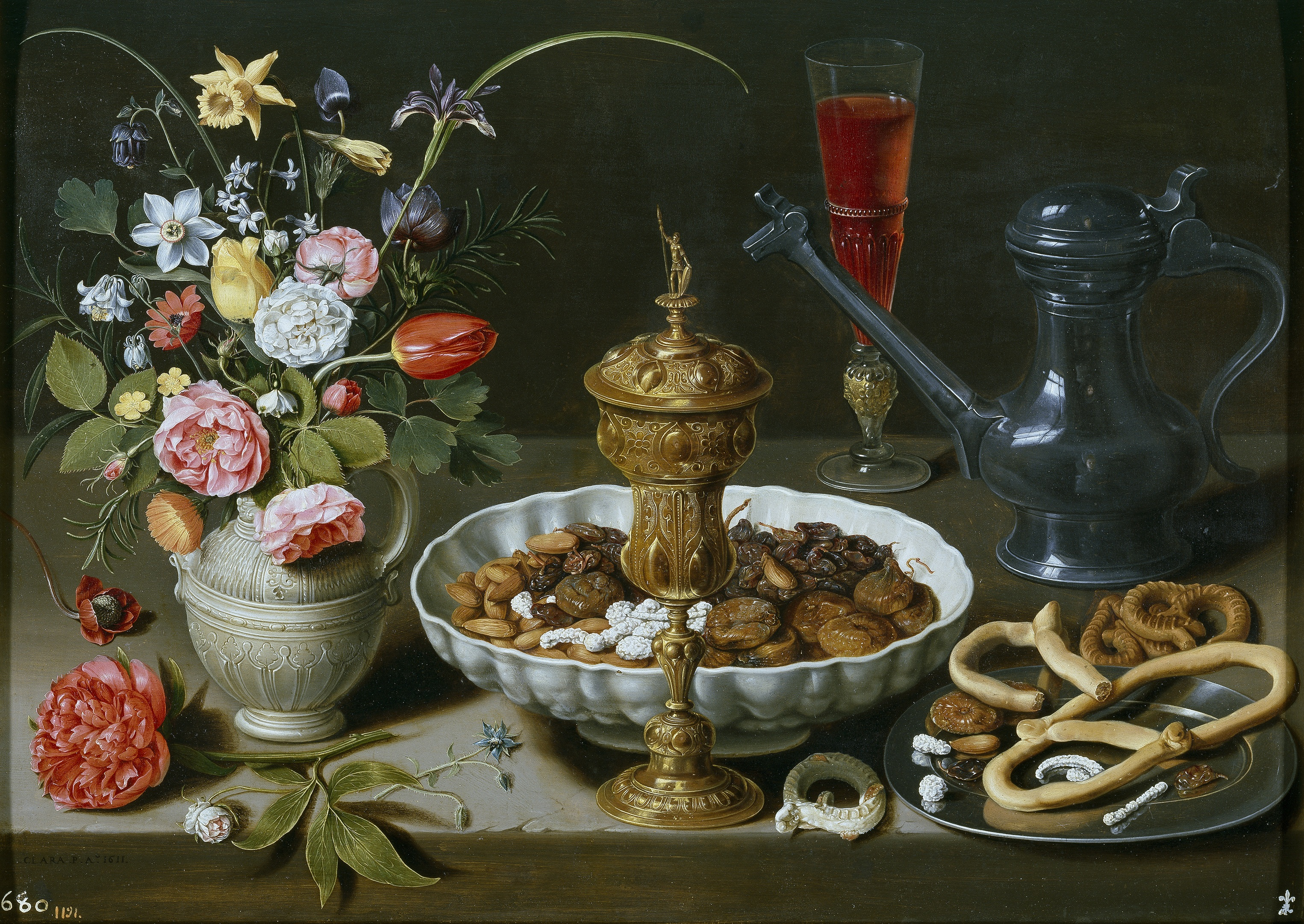
Mesa, 1611, oli sobre taula, 52 x 73 cm. Madrid, Museu del Prado, procedent de la col·lecció de la reina Isabel Farnesio.

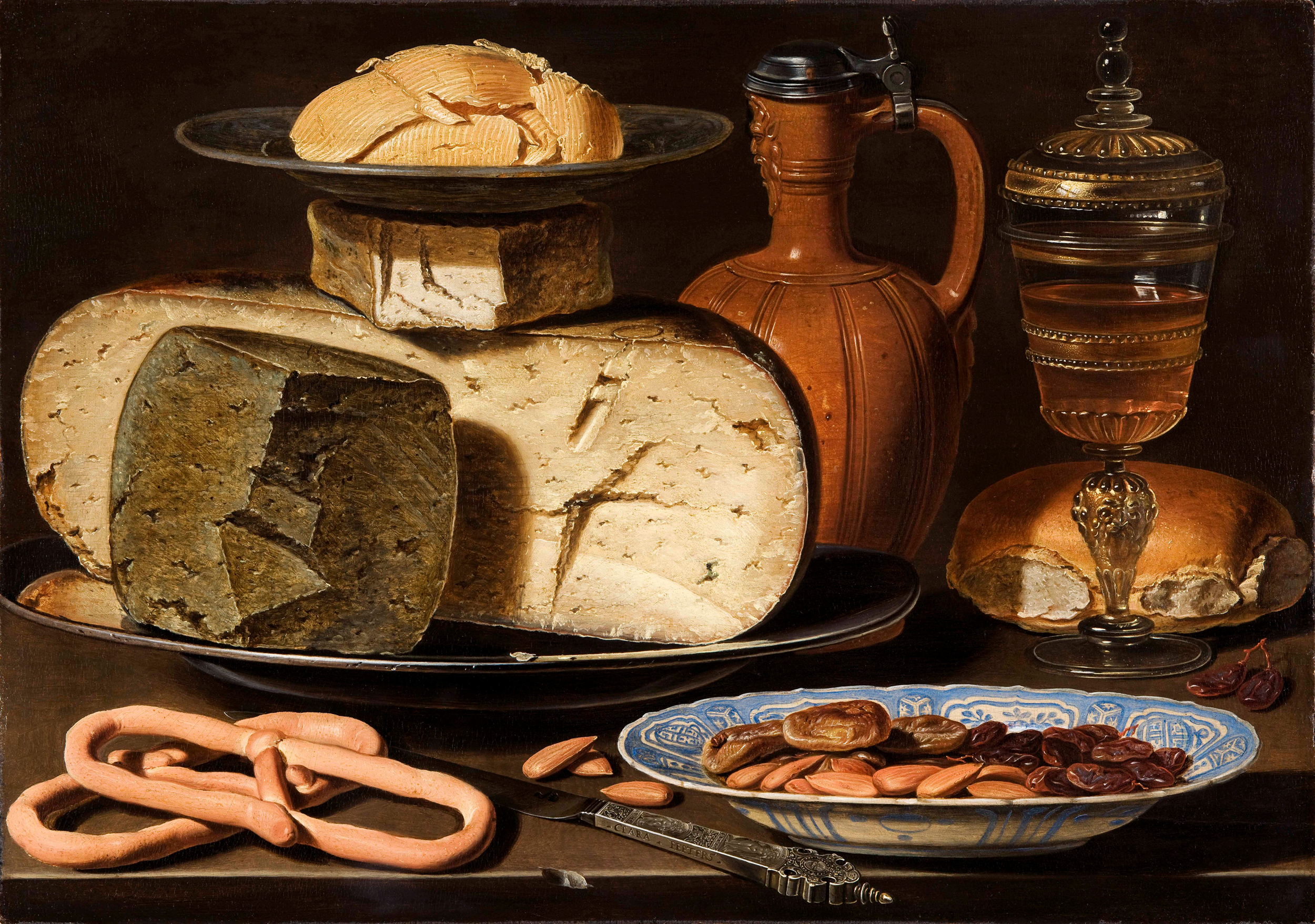
Natura morta amb formatges, ametlles i pretzels, cap a 1615. Mauritshuis.

Clara Peeters (Anvers, 1594 - c. 1657) fou una pintora flamenca especialitzada en el gènere de la natura morta, en particular autora d'escenes de desdejuni i florals, en les quals objectes preciosos de metall o ceràmica s'acumulen aparentment desordenats al costat de flors, fruits i peces de pesca o caça creant un conjunt multicolor.

## Biografia
Una biografia mal coneguda la suposa filla de Jan Peeters i nascuda a Anvers, on consta el seu bateig a l'església de Santa Walpurgis el 15 de maig de 1594. Artista precoç, la seva primera obra coneguda es data el 1607 (Bodegó de galetes, La Haia, galeria Hoogsteder) quan tenia catorze anys. Es desconeix tot el que fa a la seva formació, encara que el seu estil mostra concomitàncies amb l'obra d'Osias Beert. S'ha suposat que havia fet estades en Amsterdam i La Haia, cosa que no ha pogut ser documentada, però el seu estil madur mostra, en efecte, influències dels bodegonistes holandesos. Podria haver contret matrimoni a Anvers el 31 de maig de 1639 amb Hendrick Joosen i l'última de les seves pintures signades, actualment perduda, estaria datada el 1657. Tot i que manca documentació més precisa, el període d'activitat probable, en el qual queden compreses les seves obres signades, aniria de 1607 a 1621.
Meticulosa en el detall, Peeters va incloure petits autoretrats en miniatura en els reflexos de les copes d'alguns dels seus bodegons. També era molt hàbil a l'hora de distingir textures. Alguns autors apunten en les seves pintures simbolismes religiosos, singularment al Bodegó amb un peix i un gat (Museu Nacional de Dones Artistes), en el qual el peix, símbol de Crist, estaria col·locat en la posició d'una creu.
Clara Peeters apareix citada per Wendy Wasserstein en The Heidi Chronicles, on l'escriptora nord-americana afirma en la seva primera escena que l'obra de Peeters va ser infravalorada a causa del seu sexe.
Consta que l'any 1925 a la galeria El Camarín de Barcelona es va exposar obra seva, procedent d'una col·lecció particular.
El Museu del Prado compta amb quatre dels seus bodegons, procedents de la col·lecció reial; tres d'aquests bodegons són signats el 1611. A més, la tardor de 2016 li va dedicar una exposició monogràfica retrospectiva, la primera del museu mai dedicada a una dona. També conserven obra de Clara Peeters el Rijksmuseum, el Museu Reial de Belles Arts d'Antwerp, el Museu Mayer van den Bergh d'Anvers, el Kröller-Müller Museum d'Otterlo, l'Ashmolean Museum d'Oxford, l'Staatliche Kunsthalle Karlsruhe, el Mauritshuis i diverses col·leccions privades. Als Estats Units, tenen obra seva el Museu Nacional de Dones Artistes i el Metropolitan Museum of Art de Nova York, la National Gallery of Art de Washington, el Museu de Belles Arts de Houston i el Museu d'Art del Comtat de Los Angeles, entre d'altres.